# Alchemilla urceolata
Alchemilla urceolata é uma espécie de rosácea do gênero Alchemilla, pertencente à família Rosaceae.